# Battaglione Alleato
Battaglione Alleato è un album collettivo dei Modena City Ramblers che vi partecipano sia come gruppo, che come singoli, che con i loro side-project (i Popinga di Leonardo Sgavetti, i Mutina Golem di Luciano Gaetani, i FryDa di Francesco Moneti, gli Yonders di Luca Serio Bertolini), insieme a Rossopiceno, Nuju, Elizabeth, LoGiCi Zen, Ned Ludd, Jason McNiff, all'ex fisarmonicista Daniele Contardo, a Milo Brugnara (cantautore Trentino, vecchia conoscenza dei MCR dai tempi della Grande Famiglia) e al reggaeman LionD che narra le vicende dell'Operazione Tombola, episodio della seconda guerra mondiale. pubblicato il 26 marzo 2012 ed ispirato al libro "Il bracciale di sterline" di Matteo Incerti e Valentina Ruozi (Aliberti 2011) che ripercorre le gesta dei partecipanti dell'attacco anglo-partigiano contro il quartier generale della Linea Gotica Occidentale a Botteghe d'Albinea (Reggio Emilia). Attacco a sorpresa notturno che avvenne al suono di una cornamusa suonata dallo scozzese David "mad Piper" Kirkpatrick (vedi libro Il Suonatore Matto di Matteo Incerti , Imprimatur-Rcs 2017 con prefazione di Massimo Ghiacci) . L’avventura musicale di "Battaglione Alleato" è ripercorsa nei romanzi storici "Il paradiso dei folli " di Matteo Incerti (Imprimatur-Rcs 2014 prefazione Massimo Ghiacci) e "Il suonatore matto" (Imprimatur - Rcs 2017 prefazione Massimo Ghiacci).

## Tracce

### CD1
Edizioni musicali Mescal.
1. Bruno Cappagli, Modena City Ramblers – Introduzione – 1:39 (testo: Wu Ming, Vitaliano Ravagli – musica: tradizionale (Highland Laddie), Modena City Ramblers)
2. Modena City Ramblers – Avevamo vent'anni (Canto del volontario della libertà) – 5:35 (testo: Ugo Bellocchi, Hengel Gualdi – musica: Modena City Ramblers)
3. Modena City Ramblers – Al Pivarol C'al Vin Dal Ciel (The Brave Scottish Piper) – 3:11 (Modena City Ramblers)
4. Rossopiceno – C'era – 4:22 (Stefano Nespeca)
5. Nuju – Bastardi e pezzenti – 3:32 (testo: Fabrizio Cariati – musica: Marco Ambrosi, Fabrizio Cariati, Giuseppe Licciardi)
6. Lion D – This Time – 2:21 (testo: Lion D – musica: Don Tino, Luca Dread)
7. Luca Serio Bertolini & The Yonders – Molto stanco – 3:55 (Luca Serio Bertolini)
8. Dudu & I semi del male – Modena – 3:50 (Davide Morandi, Luca Serio Bertolini)
9. LoGiCi Zen – Ofelia Neri staffetta partigiana – 4:29 (Carlo Loiodice, Mavi Gianni, Enzo Ciliberti, Roberto Zeno)
10. Elisabeth – Libertà e Foresta – 4:42 (Matteo Montanari)
11. Luca Giovanardi – Non era un animale
12. Mutina Golem, Tripoti, D’Aniello, Gaetani, Ghiacci, Moneti, Zeno – Gino – 8:39 (testo: Massimo Ghiacci – musica: tradizionali)
13. Leonardo Sgavetti – Notturno prima della battaglia (Opera 9 Numero 2) – 7:47 (musica: Fryderyk Chopin)

Durata totale: 54:02

### CD2
1. Popinga – Partigiano Hans – 6:05 (testo: Tiziano Bellelli – musica: Riccardo Sgavetti, Leonardo Sgavetti, Massimo Dematteis)
2. Ned Ludd – 27 marzo (set) – 3:25 (musica: Gianluca Spirito, Giovanni Di Folco)
3. Jason McNiff – Tombola (dall'album "April Cruel") – 4:40 (Jason McNiff; edizioni musicali Fledgling Records)
4. Modena City Ramblers – Gordon, Glauco – 4:02 (Modena City Ramblers)
5. Ned Ludd – 22 ore – 6:04
6. Massimo “Ice” Ghiacci – L'amore altrove – 2:46 (Massimo “Ice” Ghiacci)
7. Modena City Ramblers – Gufo nero – 2:52 (Modena City Ramblers)
8. Massimo “Ice” Ghiacci, Davide Morandi, CarloEnrico Pinna – Noris, Imelde – 4:30 (Massimo “Ice” Ghiacci)
9. Luca Serio Bertolini, Massimo “Ice” Ghiacci – Cinque tedeschi ad Albinea – 4:39 (Luca Serio Bertolini, Massimo “Ice” Ghiacci)
10. Elisabeth – La libertà è disobbedienza (feat. Modena City Ramblers) – 2:22 (Matteo Montanari)
11. FryDa – Nozze partigiane – 6:05 (Daniele Contardo)
12. Milo Brugnara – Testamento partigiano – 5:28 (Milo Brugnara)
13. Modena City Ramblers – Avevamo vent'anni (al fuoco di bivacco) – 2:13 (testo: Ugo Bellocchi, Hengel Gualdi – musica: Modena City Ramblers)

Durata totale: 55:11
Sul libretto e sulla copertina del disco i brani risultano così come indicati, sul Cd però i brani 2 e 3 risultano invertiti